# Diocèse de La Ceiba
Le diocèse de La Ceiba (Dioecesis Ceibensis) est une église particulière de l'Église catholique du Honduras.

## Évêques
- Michael Lenihan, O.F.M. (30 décembre 2011 - 26 janvier 2023), nommé archevêque de San Pedro Sula[1]
  - Michael Lenihan, administrateur apostolique, depuis le 26 janvier 2023
- Jenrry Johel Velásquez Hernández, depuis le 12 juin 2025

## Territoire
Son siège est en la cathédrale Saint-Isidore-le-Laboureur de La Ceiba.
Il comprend les départements d'Atlántida et des Islas de la Bahía.

## Histoire
Le diocèse de La Ceiba est créé le 30 décembre 2011 à partir du diocèse de San Pedro Sula.